# Metopina zikani
Metopina zikani är en tvåvingeart som beskrevs av Borgmeier 1969. Metopina zikani ingår i släktet Metopina och familjen puckelflugor. Inga underarter finns listade i Catalogue of Life.